# Специалист (рассказ)
«Специалист» (англ. Specialist) — рассказ классика фантастического жанра Роберта Шекли. Написан автором в 1953 году. Впервые опубликован в 1953 году в альманахе «Galaxy Science Fiction».
Рассказ, а, точнее, притча с, так называемым, двойным дном, в котором за ироничностью и остроумным сюжетом скрывается философская подоплёка о человеческом бытии, выборе, следовании своей социальной роли.

## Сюжет
У каждой расы, жизни есть своё предназначение, которому нужно следовать. Беда, если ты его не знаешь. Особенно во вселенских масштабах. В результате фотонного шторма на космическом корабле гибнет Ускоритель. Весь корабль — симбиотический сверхорганизм, где представители разных космических рас выполняют строго определённую функцию. В ходе поисков команда корабля обнаруживает в неизвестной части космоса планету Ускорителей, культура которой патологически развилась в неспециализированную и механистическую (Землю). И вот одному из землян предложено стать Ускорителем и войти в галактическое братство рас. Человек панически боится вступать в сообщество, однако у корабля нет выбора — другую планету Ускорителей они уже не успеют отыскать, поэтому членам корабля приходится проявить все возможные навыки дипломатии.

## Разное
Произведение было озвучено в рамках проекта «Модель для сборки».